# Kanton Pisiga Bolívar Sucre
Der Kanton Pisiga Bolívar Sucre ist ein Gemeindebezirk im Departamento Oruro im südamerikanischen Anden-Staat Bolivien.

## Lage
Der Cantón Pisiga Bolívar Sucre ist einer von siebzehn Kantonen im Municipio Sabaya in der Provinz Sabaya. Er grenzt im Norden an die Provinz Puerto de Mejillones, im Westen und Südwesten an die Republik Chile, im Südosten an den Kanton Villa Vitalina, und im Osten an den Kanton Pagador.
Der Kanton erstreckt sich zwischen etwa 19° 08' und 19° 19' südlicher Breite und 68° 30' und 68° 43' westlicher Länge, er misst von Norden nach Süden bis zu 17 Kilometer, von Westen nach Osten bis zu 12 Kilometer. Im südwestlichen Teil des Kantons liegt der zentrale Ort des Kantons, Pisiga Bolívar, mit 718 Einwohnern (Volkszählung 2001). Die mittlere Höhe des Kantons ist 3750 m.

## Geographie
Der Kanton Pisiga Bolívar Sucre liegt am Westrand des bolivianischen Altiplano und wird nach Westen durch die Ausläufer der Cordillera Occidental begrenzt, nach Süden durch den Río Isluga, nach Norden durch die Gipfel des Cerro Cabaraya (5840 m) und des Cerro Separaya (5530 m).
Das Klima der Region ist semiarid, der Jahresniederschlag liegt bei nur 200 mm (siehe Klimadiagramm Sabaya). Von April bis November herrscht Trockenzeit mit Monatswerten von weniger als 10 mm Niederschlag, die Feuchtezeit im Sommer ist kurz und der Regen wenig ergiebig. Die Jahresdurchschnittstemperatur liegt bei knapp 7 °C ohne wesentliche Schwankungen im Jahresverlauf, aber mit starken Tagesschwankungen der Temperatur und häufigem Frostwechsel.
Die Vegetation in der Region entspricht der semiariden Puna. Sie ist baumlos und setzt sich vor allem aus Dornsträuchern, Gräsern, Sukkulenten und Polsterpflanzen zusammen. Sie wird wirtschaftlich als Lama-, Alpaka- und Schafweide genutzt.

## Bevölkerung
Die Bevölkerungszahl in dem Kanton ist im letzten Jahrzehnt des vergangenen Jahrhunderts deutlich angestiegen:
- 1992: 344 Einwohner (Volkszählung 1992)[3]
- 2001: 822 Einwohner (Volkszählung)[4]
- 2010: Neuere Daten liegen noch nicht vor

Die Bevölkerungsdichte des Municipio Sabaya bei der Volkszählung 2001 betrug 1,3 Einwohner/km², im Kanton Pisiga Bolívar Sucre liegt sie bei 1,7 Einwohner/km². Die Lebenserwartung der Neugeborenen im Municipio lag im Jahr 2001 bei 54,9 Jahren.
Der Alphabetisierungsgrad bei den über 19-Jährigen im Municipio beträgt 94 Prozent, und zwar 98 Prozent bei Männern und 89 Prozent bei Frauen (2001).
Die Region weist einen hohen Anteil an Aymara-Bevölkerung auf, im Municipio Sabaya sprechen 62,9 % der Bevölkerung Aymara.

## Gliederung
Der Cantón Pisiga Bolívar Sucre ht eine Fläche von etwa 480 km² und untergliedert sich in die folgenden Subkantone (vicecantones):
- Vicecantón Pisiga Bolívar – 718 Einwohner (2001)
- Vicecantón Pisiga Sucre – 104 Einwohner